# Paulo Figueiredo
Paulo José Lopes Figueiredo es un exfutbolista angoleño y portugués, ya que Angola perteneció a Portugal hasta 1975. Jugaba de centrocampista, aunque a veces podía hacerlo de delantero.

## Biografía
Nació en Angola en 1972 de padres portugueses. Ha vivido en Portugal desde los 3 años, ya que sus padres emigraron a ese país en 1975. Allí ha jugado en varios equipos de fútbol. También tuvo pasos fugaces en el fútbol sueco y rumano, precisamente en el Östers IF y FC Ceahlăul Piatra Neamț, luego volvería a Portugal para fichar por el C.D. Olivais e Moscavide. Para la temporada 2010 ficha por el  C.R.D. Libolo de Angola donde finalmente se retira del fútbol.  

### Selección nacional
Desde año 2003 hasta el 2008 ha sido internacional con la selección de fútbol de Angola, disputando treinta partidos y anotando cuatro goles. Disputó el mundial de Alemania 2006 con el dorsal 7, siendo el único mundial de Angola hasta la fecha.

## Clubes
- Os Belenenses - (Portugal)  1992 - 1993
- União Tomar - (Portugal)  1993 - 1994
- Os Belenenses - (Portugal)  1994 - 1995
- A.D. Camacha - (Portugal)  1995 - 1996
- Santa Clara - (Portugal)  1996 - 2004
- Lusitânia dos Açores - (Portugal)  2004 - 2005
- Varzim Sport Club - (Portugal)  2005 - 2006
- Östers IF - (Suecia)  2006 - 2007
- FC Ceahlăul Piatra Neamț - (Rumania)  2007
- C.D. Olivais e Moscavide - (Portugal)  2008 - 2009
- C.R.D. Libolo - (Angola)  2009 - 2010